# 布伦茨
布伦茨（德語：Brenz）是德国梅克伦堡-前波美拉尼亚州的市镇，隶属于路德维希斯卢斯特-帕尔希姆县，总面积为12.39平方千米，截至2020年总人口为503人。